# Saltator
A Saltator  a madarak osztályának verébalakúak (Passeriformes) rendjébe és a tangarafélék (Thraupidae) családjába tartozó nem. Besorolása vitatott, egyes szervezetek a kardinálispintyfélék (Cardinalidae) családjába sorolják.

## Rendszerezésük
A nemet Louis Pierre Vieillot írta le 1816-ban, jelenleg az alábbi fajok tartoznak ide:
- fahéjszínszárnyú szaltator (Saltator orenocensis)
- Saltator grandis
- zöldszárnyú szaltator (Saltator similis)
- szürke szaltator (Saltator coerulescens)
- Saltator striatipectus
- fehérfejű szaltator (Saltator albicollis)
- fakó szaltator (Saltator maximus)
- feketesapkás szaltator (Saltator atriceps)
- feketeszárnyú szaltator (Saltator atripennis)
- Saltator nigriceps
- vöröscsőrű szaltator (Saltator grossus)
- papagájcsőrű szaltator (Saltator fuliginosus)
- álarcos szaltator (Saltator cinctus)
- aranycsőrű szaltator (Saltator aurantiirostris)
- vastagcsőrű szaltator (Saltator maxillosus)